# Cei patruzeci și șapte de ronini

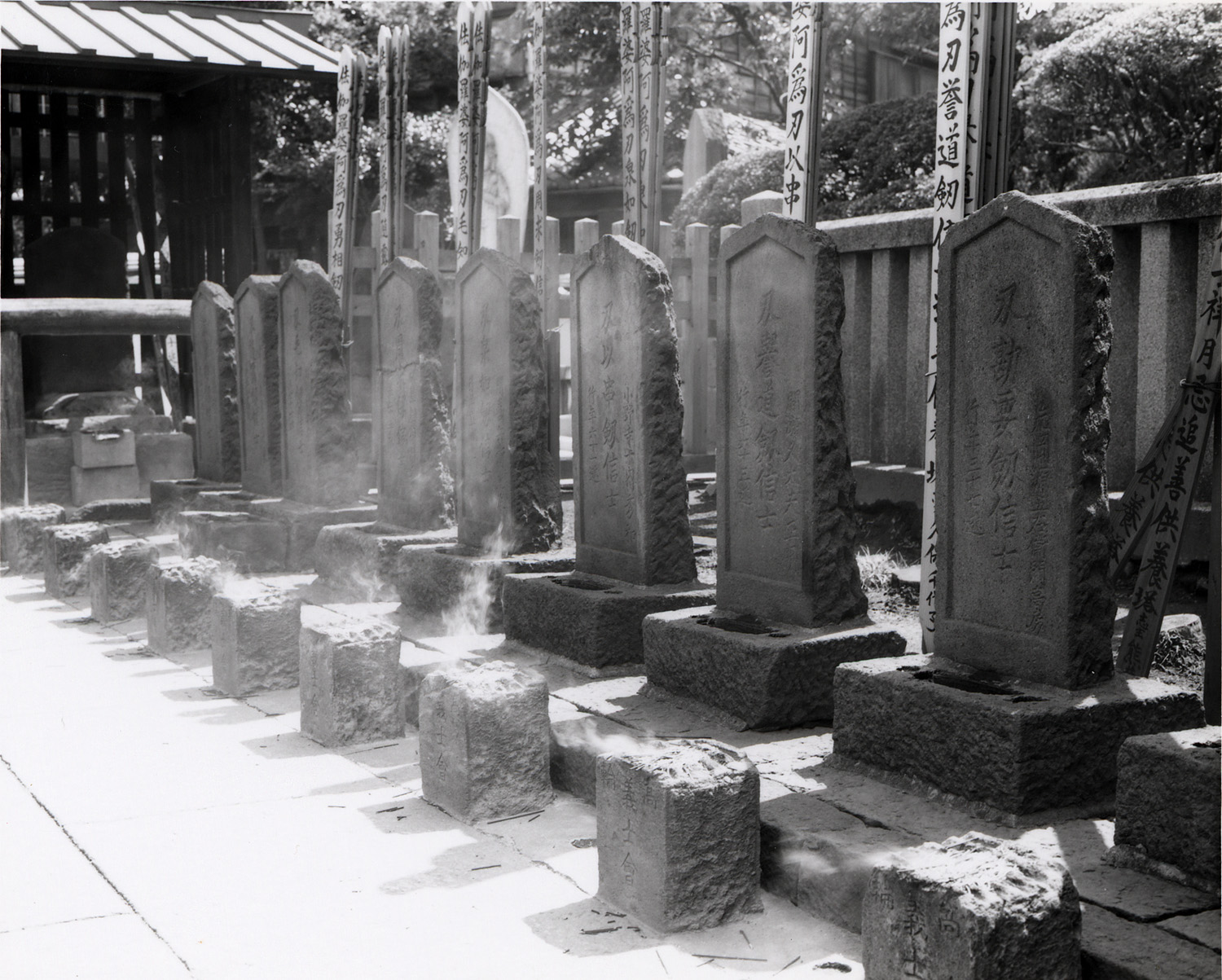
Mormintele celor 47 de ronini de la Sengaku-ji.

Răzbunarea celor patruzeci și șapte de ronini (四十七士, Shi-jū Shichi-shi, denumiți și cei patruzeci și șapte de samurai, vendeta Akō, sau incidentul Genroku Akō (元禄赤穂事件, Genroku akō jiken) a avut loc în Japonia la începutul secolului al XVIII-lea. Povestea a fost descrisă de un cercetător japonez ca fiind „legenda națională” a țării. Ea relatează cel mai celebru caz care implică codul de onoare al samurailor, bushido.
Legenda vorbește de un grup de samurai care au rămas fără stăpân (devenind ronini japonezi) după ce al lor daimyo (stăpân feudal japonez a fost obligat să comită seppuku (sinucidere rituală) pentru atacarea unui oficial judecătoresc pe nume Kira Yoshinaka. Roninii i-au răzbunat onoarea stăpânului lor după ce au așteptat și au plănuit cu răbdare uciderea lui Kira timp de peste un an. La rândul lor, roninii au fost și ei obligați să facă seppuku pentru uciderea lui Kira. Cu multe detalii adăugate, această legendă a fost popularizată în cultura japoneză ca fiind exemplul emblematic de loialitate, sacrificiu, perseverență și onoare pe care toți oamenii trebuie să le păstreze în viața de zi cu zi.
Relatările ficționalizate ale acestor evenimente sunt denumite Chūshingura. Povestea a fost popularizată în numeroase piese de teatru, inclusiv în bunraku și kabuki; din cauza cenzurii existente în timpul shogunatului din  era Genroku, când se interzicea relatarea evenimentelor de actualitate, numele au fost schimbate. În timp ce versiunea dramaturgilor a ajuns să fie acceptată de unii ca fapt istoric, Chūshingura a fost scrisă cu aproximativ 50 de ani după desfășurarea evenimentelor, și numeroase dovezi documentare ale evenimentelor, documente dinainte de Chūshingura s-au păstrat. Popularitatea poveștii este ridicată și în secolul al XXI-lea. Cu zece producții de televiziune doar în anii 1997–2007, Chūshingura este printre cele mai cunoscute povești din Japonia.
Cenzura shogunilor a fost relaxată 75 de ani mai târziu, când istoricul Isaac Titsingh a documentat pentru prima oară povestea celor 47 de ronini ca fiind unul dintre evenimentele semnificative ale epocii Genroku.